# Soví potok
Soví potok – górski potok w Czechach, we wschodnich Karkonoszach, prawy dopływ Male Úpy o długości ok. 1 km.
Źródła znajdują się na południe od Przełęczy Sowiej, na wysokości ok. 1130 m n.p.m. Soví potok oddziela Czarny Grzbiet od Kowarskiego Grzbietu. Płynie na południe krętą, wąską doliną, po czym łączy się z Dobytčí potokem i razem wpadają do Male Úpy.
Soví potok cały czas płynie na obszarze czeskiego Karkonoskiego Parku Narodowego (czes. Krkonošský národní park, KRNAP).
W górnym biegu potok przecina szlak turystyczny   żółty, prowadzący z przysiółka Pomezní Boudy do schroniska Jelenka.